# Alaudala somalica
Sơn ca ngón ngắn Somali (danh pháp khoa học: Alaudala somalica) là một loài chim trong họ Alaudidae.
Loài chim này được tìm thấy ở phía đông và đông bắc châu Phi. Môi trường sống của chúng là vùng đồng cỏ khô vùng đất thấp nhiệt đới hoặc cận nhiệt đới.

## Phân loại
Loài này ban đầu được đặt trong chi Calandrella cho đến khi chuyển đến Alaudala vào năm 2014. Trước đây hoặc hiện tại, một số nhà phân loại đã coi loài này là một phân loài của sơn ca ngón ngắn nhỏ. Sơn ca ngón ngắn Athi (A. athensis) đôi khi cũng được coi là phân loài của sơn ca ngón ngắn Somali.

### Phân loài
Ba phân loài được công nhận:
- A.s. perconfusa (White, CMN, 1960): Được tìm thấy ở phía tây bắc Somalia.
- A.s. somalica Sharpe, 1895: Được tìm thấy ở miền đông Ethiopia và miền bắc Somalia.
- A.s. megaensis (Benson, 1946): Được tìm thấy từ miền nam Ethiopia đến miền trung Kenya.